# Ikeja

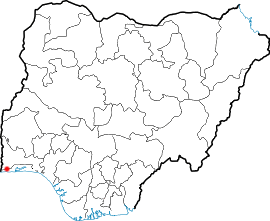
Localização de Ikeja.

Ikeja é uma área de governo local e a capital do estado de Lagos, na Nigéria. Sua população é estimada em 861.300.